# 学校法人北海学園
学校法人北海学園（がっこうほうじんほっかいがくえん）は、札幌市豊平区に本部を置く学校法人。

## 沿革
出典：「学園の沿革」（北海学園ホームページ）

### 北海英語学校
- 1885年　大津和多理が、札幌農学校（現・北海道大学）の予科入学を目指す北海道唯一の中等教育機関として、札幌区南2条西1丁目に北海英語学校を創立。
- 1887年　浅羽靖が校長に就任。
- 1901年　北海道庁認可の中学部（3年制）を、5月16日（学園創立記念日）に設立。札幌市南5条東2丁目に移転。
- 1905年　文部省認可により北海中学校を設立。
- 1908年　北海中学校が現在地に移転。
- 1911年　皇太子（後の大正天皇）の北海中学校への鶴駕行啓を記念し、浅羽靖の蔵書寄贈等により北駕文庫（現・北海学園大学附属図書館）を設立。
- 1914年　浅羽靖が逝去し、彼の遺志により財団法人となる（財団法人北海中学校を設立）。
- 1915年　戸津高知が校長兼理事に就任。
- 1920年　札幌商業学校を開設し、戸津高知が校長に就任。
- 1923年　浅羽一郎が理事長に就任。
- 1924年　橋本左五郎が理事長に就任。

### 財団法人苗邨学園
- 1933年　財団法人苗邨学園に改称。
- 1938年　戸津高知が理事長に就任。
- 1948年　学制改革により、北海中学校が北海高等学校に、札幌商業学校が札幌商業高等学校となる。佐藤吉蔵が理事長に就任。

### 財団法人北海学園
- 1949年　財団法人北海学園に改称。各種学院北海学院を開設。
- 1950年　北海学院を廃止し、北海短期大学を開設。

### 学校法人北海学園
- 1951年　法令改正により学校法人北海学園へ組織変更。
- 1952年　北海道初の私立大学（4年制）として北海学園大学開学。経済学部一部を開設。
- 1953年　【北海学園大学】経済学部二部を開設。
- 1956年　上原轍三郎が理事長に主任。
- 1957年　北海学園大学開発研究所を開設。
- 1962年　【北海短期大学】札幌市南26条西11丁目に土木科一部／二部を開設。
- 1964年　【北海学園大学】法学部一部／二部を開設。
- 1965年　【北海学園大学】経済学部一部／二部に経営学科を開設。【北海短期大学】北海学園大学短期大学部に名称変更。
- 1968年　野口祥昌が理事長事務取扱に就任。札幌市清田355に清田グラウンド完成。【北海学園大学】工学部 土木学科、建築学科を開設。
- 1970年　小川譲二が理事長に就任。【北海学園大学大学院】経済学研究科経済政策専攻修士課程を開設。
- 1974年　森本正夫が理事長代理に就任。
- 1976年　森本正夫が理事長に就任。
- 1977年　全国初の公私協力方式の大学として北海学園北見大学開学。
- 1984年　北海学園北見女子短期大学を開学。【北海学園大学】経営学科を開設。
- 1985年　『北海学園創基百周年記念式典』を開催。
- 1986年　【北海学園大学大学院】法学研究科法律学専攻修士課程を開設。【札幌商業高等学校】男女共学化。
- 1987年　学校法人北海学園創基百周年記念事業の一環として、地上6階建て（6階の国際会議場を含む）北海学園大学附属図書館を新設。【北海学園大学】工学部 電子情報工学科を開設。
- 1991年　【北海学園大学大学院】工学研究科建設工学専攻修士課程、電子情報工学専攻修士課程を開設。【北海学園北見女子短期大学】北海学園北見短期大学に名称変更。
- 1992年　【北海学園大学大学院】法学研究科法律学専攻博士（後期）課程を開設。
- 1993年　【北海学園大学】人文学部一部／二部に日本文化学科、英米文化学科を開設。
- 1994年　【北海学園北見大学】商学部 観光産業学科を開設。札幌市営地下鉄東豊線 学園前駅が開駅。
- 1995年　【北海学園大学大学院】経済学研究科経済政策専攻博士（後期）課程、工学研究科建設工学専攻博士（後期）課程／電子情報工学専攻博士（後期）課程を開設。
- 1999年　【北海学園大学大学院】文学研究科日本文化専攻修士課程を開設。【北海学園大学】法学部一部／二部に政治学科を開設。【北海高等学校】男女共学化。【札幌商業高等学校】普通科を開設。
- 2000年　【北海学園大学大学院】経営学研究科経営学専攻修士課程を開設。
- 2001年　【北海学園大学大学院】文学研究科日本文化専攻博士（後期）課程を開設。
- 2002年　【北海学園大学大学院】経営学研究科経営学専攻博士（後期）課程を開設。
- 2003年　【北海学園大学大学院】法学研究科政治学専攻修士課程、文学研究科英米文化専攻修士課程を開設。【北海学園大学】経済学部一部／二部に地域経済学科を開設。経営学部一部（経営学科、経営情報学科）／二部（経営学科）を開設。
- 2004年　【札幌商業高等学校】学科転換のため、北海学園札幌高等学校に名称変更。【北海学園北見短期大学】廃止。
- 2005年　【北海学園大学大学院】法務研究科（法科大学院）、法学研究科政治学専攻博士（後期）課程、文学研究科英米文化専攻博士（後期）課程を開設。【北海学園大学】工学部 土木学科を社会環境工学科に名称変更。
- 2006年　【北海学園北見大学】札幌に移転し、北海商科大学へ名称変更。
- 2011年　【北海商科大学大学院】商学研究科ビジネス専攻修士課程を開設。
- 2012年　【北海学園大学】工学部 生命工学科を開設。
- 2013年　北海道庁との間で、地域社会の発展や人材育成、教育・文化の振興などの包括連携協定を締結。【北海商科大学大学院】商学研究科ビジネス専攻博士後期課程を開設。
- 2016年　【北海学園大学大学院】工学研究科電子情報生命工学専攻修士課程を開設。
- 2018年　【北海学園大学大学院】工学研究科電子情報生命工学専攻博士（後期）課程を開設。
- 2021年　安酸敏眞が理事長に就任。

## 創立関係者
- 大津和多理
- 浅羽靖
- 岡元輔
- 石川貞治

## 歴代理事長
以下、就任年を示す。

### 北海英語学校
この時期は「校長」と称す。
- 初代 大津和多理（1885年）
- 第2代 浅羽靖（1887年）

この時期は「校主」という役職も存在した。
- 初代 小平元勞（1885年）
- 第2代 浅羽靖（1893年）〔校長兼任〕
- 第3代 橋本左五郎（1901年）

### 財団法人北海中学校
この時期は「理事」と称す。
- 初代 戸津高知（1915年）〔校長兼任〕

### 財団法人苗邨学園・学校法人北海学園
この時期は「理事長」と称す。
- 初代 浅羽一郎（1923年）
- 第2代 橋本左五郎（1924年）
- 第3代 戸津高知（1938年）
- 第4代 佐藤吉蔵（1948年）
- 第5代 上原轍三郎（1956年）
- 理事長代理 野口祥昌（1968年）
- 第6代 小川譲二（1970年）
- 理事長代理 森本正夫（1974年）
- 第7代 森本正夫（1976年）
- 第8代 安酸敏眞（2021年）

## 法人関係者
- 川端俊一郎 - 元・理事
- 中村睦男 - 元・理事
- 向田直範 - 元・監事
- 南鷹次郎 - 元・理事
- 藪重夫 - 元・理事
- 谷津直秀 - 元・理事
- 堂垣内尚弘 - 元・理事
- 高倉新一郎 - 元・名誉理事
- 堀達也 - 元・理事
- 石崎岳 - 元・本部付の特任教授
- 笹川紀勝 - 元・本部付の特任教授
- 栗山英樹 - 本部付の特任教授
- 田村正紀 - 本部付の特任教授
- 玉井日出夫 - 元本部付の特任教授
- 西川博史 - 本部付の特任教授

## 附属施設
- 北海学園教育・文化・情報サロン、学術情報センター （北海学園大学豊平キャンパス6号館地下1F）
  - 1994年に北海学園大学直結の地下鉄駅「学園前」が完成した当初から紀伊國屋ブックセンターが設置されており、学術書・研究書・各大学出版会ないし各大学出版部の書籍が販売されている（但し、現金決済のみ）。主に北海学園大学・北海商科大学の教員や大学院生、または北海商科大学商学部の指定教科書の購入に利用されている。なお、紀伊國屋書店大学ブックセンター と違い、一般客も利用できる。
- 青森山田高等学校通信制課程札幌本部（北海学園大学豊平キャンパス6号館地下1F）・青森山田高等学校通信制課程札幌校（北海学園大学豊平キャンパス6号館1F）
  - 同校に施設を賃貸しており、札幌本部と通信制課程事務局が設置されている。
- 北海道私学共済年金者の会（北海学園大学豊平キャンパス6号館1F）
  - 同会に施設を賃貸しており、事務局が設置されている。
- 日本私立大学協会北海道支部（北海学園大学豊平キャンパス6号館1F）
  - 支部長所属の学校法人に置くことが決められており、1988年に理事長の森本正夫が支部長に就任して以来支部が2021年まで設置されていた。
- 社団法人北太平洋地域研究センター（北海学園大学豊平キャンパス6号館1F）
  - 1991年～2010年まで存在したシンクタンク。北海学園が施設を賃貸して事務局が設置されていたが、公益社団法人北海道国際交流・協力総合センターに事業承継され解散した。なお、北太平洋地域研究センターに所属していた役員・研究員・職員も承継された。
- 北海学園北東アジア研究交流センター（北海商科大学豊平6・6キャンパス8F）
  - 略称はHINAS。1998年11月、中国の江沢民国家主席が来道したのを機に、産学連携の国際的研究を推進するため、北海道を含む北東アジアの研究・交流を目的に1999年北海学園法人本部の研究所として北海学園大学に設置された。その後、北海学園北見大学がキャンパスを札幌に移転後、新しくできる北海商科大学には研究機関がないのを森本正夫理事長が憂いて2006年北海商科大学に拠点を移した。
- 北海道ペルー友好協会
  - 1997年アルベルト・フジモリ大統領（当時）の来道及び北海学園大学にて講演したのを契機に、ペルー共和国との交流は広がりを見せ、1998年に学校法人内に設立。
- 岩田地崎建設北海学園事務所
  - 北海学園大学豊平キャンパスに隣接する附属施設を賃貸する形態で岩田建設時代より常設され、同法人の大学・高等学校の新改築・修繕などを請け負っている。

## 設置校

### 現在設置している学校
- 北海学園大学
- 北海商科大学
- 北海高等学校
- 北海学園札幌高等学校

### かつて設置していた学校
- 北海学院各種学校
- 北海学園大学短期大学部
- 北海学園北見短期大学

## 本部所在地
- 札幌市中央区南2条西1丁目（1885年～1890年）
- 札幌市中央区北4条西5丁目（1890年～1908年）
- 北海道札幌市豊平区旭町4-1-40（北海学園大学豊平キャンパス内、1908年～現在）

## 所有校地
- 豊平キャンパス（北海道札幌市豊平区旭町4-1-40）
  - 法人本部
  - 北海学園大学
  - 北海高等学校
  - 北海学園札幌高等学校
- 豊平6・6キャンパス（北海道札幌市豊平区豊平6条6丁目10）
  - 北海商科大学
- 山鼻キャンパス（北海道札幌市中央区南26条西11丁目1-1）
  - 北海学園大学
- 清田グラウンド（北海道札幌市清田区清田355）
  - 法人本部
- 北見キャンパス（北海道北見市北光235）
  - 北海商科大学